# Heinrich Schnitzer
Heinrich „Heiner“ Schnitzer (* 1. September 1949; † 1. November 2020) war ein deutscher Fußballspieler.

## Sportlicher Werdegang
Schnitzer spielte für den SV Gosheim und den SC Schwenningen, ehe er 1970 zu den Stuttgarter Kickers kam. Dort lief er jedoch nur für die Amateurmannschaft auf und wechselte bereits ein Jahr später zum Freiburger FC in die Regionalliga Süd. Anfangs Ergänzungsspieler, etablierte er sich im Lauf der Spielzeit 1972/73 beim Zweitligisten und trug mit acht Toren in 26 Saisoneinsätzen – damit war er vereinsintern gleich auf mit Dragan Matic bester Torschütze – zum Klassenerhalt auf dem letzten Nichtabstiegsplatz bei. Daraufhin warb ihn der Ligakonkurrent Waldhof Mannheim ab, der als SV Chio Waldhof antrat. Dort war er direkt Stammspieler und schaffte mit der von Fips Rohr trainierten Mannschaft die Qualifikation für die neu geschaffene 2. Bundesliga. 1975 übernahm Anton Rudinski das Cheftraineramt und Schnitzer rückte ins zweite Glied.
Im Sommer 1976 kehrte Schnitzer zum Freiburger FC zurück, der in der drittklassigen 1. Amateurliga Südbaden antrat. Unter Georg Gawliczek gelang der Mannschaft am Ende der Spielzeit 1976/77 mit 13 Punkten Vorsprung auf den Lokalrivalen SC Freiburg der Meistertitel und in der anschließenden Aufstiegsrunde der Aufstieg in die 2. Bundesliga. Dort gehörte er im ersten Jahr zu den Stammspielern und bestritt 37 der möglichen 38 Saisonspiele, als der Liganeuling auf dem 13. Platz im Endklassement die Klasse hielt. Nach einem Trainerwechsel zu Norbert Wagner schwankte er in der Hinrunde der Spielzeit 1978/79 zwischen Startelf und Ersatzbank, ehe er ab Januar 1979 auch unter Wagners Nachfolger Milovan Beljin keine Berücksichtigung mehr fand. Auch nach der Verpflichtung Rudinskis im Sommer 1979 sowie unter dessen Nachfolger Bernd Hoss kam er kaum noch zum Zug. Nach der Qualifikation für die eingleisige 2. Bundesliga ließ er sich nach 59 Zweitligaspielen seit seiner Rückkehr im Sommer 1981 als Teil eines größeren Umbruchs – Neutrainer Horst Heese begrüßte sieben neue Spieler, unter anderem Johann Ettmayer, Michael Harforth, Jürgen Marek, Karl-Heinz Mießmer, Niels Poulsen, Helmut Zahn und Norbert Ziegler verließen den von finanziellen Problemen geplagten Klub – reamateurisieren. Nach dem Abstieg des Klubs in die Oberliga Baden-Württemberg 1982 half er dort während der Spielzeit 1982/83 nochmals in zwei Spielen aus, die von Hans Linsenmaier trainierte Mannschaft belegt den sechsten Tabellenplatz.
Schnitzer spielte später noch für die Traditionsmannschaft des Freiburger FC, unter anderem lief er zum hundertjährigen Jubiläums des Meisterschaftsgewinns von 1907 in einem Spiel gegen die Traditionself des SC Freiburg auf.